# Ван Эден, Фредерик
Фредерик Виллем ван Эден (нидерл. Frederik Willem van Eeden; 3 апреля 1860, Харлем, — 16 июня 1932, Бюссюм) — голландский прозаик и поэт, а также врач-психиатр. Известен, главным образом, своими художественными произведениями, в особенности, романом «De Kleine Johannes» (Маленький Йоханнес), написанным в 1884 году, который и сделал его всемирно знаменитым.

## Биография
В 1885 году получил высшее медицинское образование, а в 1886 году получил степень доктора. В это же время посещает лекции знаменитого французского гипнолога д-ра Шарко, основателя парижской школы гипноза, затем работает некоторое время в Нанси у знаменитых гипнологов Льебо и Бернгейма. После этого в 1887 году открыл в Амстердаме институт психотерапии, который, впрочем, занимал всего лишь несколько комнат, где он занимался лечением с помощью гипноза.
Особый след Фредерик Эден оставил в учении о сновидениях. Ещё в 1889 году он начал вести дневник сновидений, но лишь с 1896 года принялся за систематическое изучение снов, а в 1897 году пережил своё первое осознанное сновидение. С тех пор он начал разрабатывать теорию сновидений, закончить которую, впрочем, ему так и не удалось. В 1909 году он опубликовал свои предварительные исследования в области сновидений в художественном произведении «De Nachtbruid: De Gedenkschriftcn van Vico Muralto» (Невеста ночи: воспоминания Вико Муральто), которое вскоре было издано на английском языке под названием «Невеста из сновидений».
В 1913 году в парапсихологическом журнале «Известия общества психических исследований» была опубликована статья «Исследование сновидений», в которой кратко и систематически Эден изложил начала своей теории сновидений, центральное место в которой заняли осознанные сновидения. Больше на тему сновидений так ничего и не опубликовал, хотя дневники сновидений, изданные только в 1979 году, продолжал вести до 1923 года, и ещё некоторое время продолжал записывать свои сновидения в свой общий дневник. Впрочем, какого либо продвижения в его исследованиях не было; вот что он записал в своём дневнике 21 октября 1918 года: «Я потерял всякую надежду и веру в свою работу. Это наихудшее. Осознанных сновидений нет вот уже целые годы. Меня преследует уныние, и я чувствую, что мои силы иссякают».
18 Февраль 1922 года в аббатстве Святого Павла в г. Остерхаут принял католичество, что, как считают, явилось результатом его разочарования в своих духовных поисках. В 1925 году у него проявились первые симптомы психического заболевания. Скончался Фредерик ван Эден на семьдесят третьем году своей жизни в г. Бюссюм (в Голландии).